# S/2016 J 4
S/2016 J 4 ist einer der kleinsten äußeren Monde des Planeten Jupiter.

## Entdeckung und Benennung
S/2016 J 4 wurde am 9. März 2016 durch den Astronomen Scott S. Sheppard (University of Hawaii) auf Aufnahmen entdeckt, die mit dem 6,5-m-Magellan-Baade-Teleskop am Las-Campanas-Observatorium angefertigt wurden. Die Entdeckung wurde erst 7 Jahre später, nachdem genügend Daten gesammelt werden konnten, durch das Minor Planet Center am 24. Januar 2023 bekannt gegeben, der Mond erhielt die vorläufige Bezeichnung S/2016 J 4.

## Bahneigenschaften
S/2016 J 4 umläuft Jupiter in 2 Jahren 13,7 Tagen auf einer elliptischen, retrograden Umlaufbahn zwischen 19.014.000 km und 28.441.000 km Abstand zu dessen Zentrum. Die Bahnexzentrizität beträgt 0,199, die Bahn ist 146,3° gegenüber der lokalen Laplace-Ebene von Jupiter geneigt.
Der Mond ist Bestandteil der sogenannten Pasiphae-Gruppe von Jupitermonden, die den Planeten mit Bahnhalbachsen zwischen 22,8 und 24,1 Millionen km, Bahnneigungen zwischen 144,5° und 158,3° und Bahnexzentrizitäten zwischen 0,25 und 0,43 retrograd umrunden.

## Physikalische Eigenschaften
S/2016 J 4 besitzt einen Durchmesser von etwa 1 km. Die absolute Helligkeit des Mondes beträgt 17,3 m.

## Erforschung
Der Beobachtungszeitraum von S/2016 J 4 erstreckt sich vom 5. Februar 2016 bis zum 15. November 2022. Die Aufnahmen wurden mit dem 6,5-m-Magellan-Baade-Teleskop am Las-Campanas-Observatorium, dem 8,2-m-Reflektor-Teleskop am Mauna-Kea-Observatorium, dem 4,0-m-CTIO-Reflektorteleskop am Cerro Tololo–Observatorium und dem 4,0-m-Discovery–Channel-Teleskop am Lowell-Observatorium angefertigt; es liegen insgesamt 20 erdbasierte Beobachtungen über einen Zeitraum von 7 Jahren vor.